# Formigueiro-de-yapacana
Formigueiro-do-yapacana (Myrmeciza disjuncta) é uma espécie de ave da família Thamnophilidae.
Pode ser encontrada nos seguintes países: Brasil, Colômbia e Venezuela.
Os seus habitats naturais são: florestas subtropicais ou tropicais húmidas de baixa altitude.